# Иванов, Александр Евгеньевич (хоккеист)
Александр Евгеньевич Иванов (род. 10 марта 1965, Орехово-Зуево, Московская область) — советский и российский хоккеист, нападающий. Мастер спорта. Тренер.

## Биография
Воспитанник «Кристалла» Электросталь. Дебютировал за команду в сезоне 1982/83 второй лиги. Во время прохождения армейской службы играл за СКА МВО Калинин (1983/84 — 1984/85). В начале сезона 1985/86 сыграл шесть матчей за «Крылья Советов», но по семейным обстоятельствам вернулся в «Кристалл». В 1991 году перешёл в тольятиннскую «Ладу», с которой стал чемпионом России (1994, 1996) и обладателем Кубка МХЛ (1994).
В сезоне 1993/94 играл за вторую сборную России на турнире «Известий»
В дальнейшем выступал за «Рубин» Тюмень (1996/97, 2000/01), «Кристалл» Электросталь (1999/2000), «Сибирь» (1999/2000), «Нефтяник» Лениногорск (2001/02 — 2002/03), ТХК (2003/04).
Тренер в белорусском «Бресте» (2004/05), школах «Кристалла» (2006—2009, 2012—2013, с 2014), «Олимпийца» (Балашиха, 2010—2011), «Спартака» Москва (2012), в МХК «Динамо» СПб (2013—2014).
С 2023 года тренер в спортивной школе олимпийского резерва Богородского городского округа.